# Salt Spring Air
Salt Spring Air (відома також, як Saltspring Air) — приватна канадська авіакомпанія місцевого значення зі штаб-квартирою на острові Солтспрінг-Айленд (Британська Колумбія), експлуатуюча повітряний флот, що складається лише з гідролітаків.
Компанія здійснює регулярні, чартерні пасажирські та вантажні перевезення між островами Солтспрінг-Айленд і Ванкувер, а також туристичні екскурсії з міста Ганг. Salt Spring Air є однією з чотирьох авіакомпаній Канади (іншими перевізниками є компанії West Coast Air, Harbour Air і Seair Seaplanes), що працюють з Гидроаэропорта Ванкувер-Харбор і Міжнародного гидроаэропорта Ванкувер.

## Історія
Авіакомпанія Salt Spring Air була заснована в червні 2003 року бізнесменом з Британської Колумбії Сент-Клером Макколом. Спочатку компанією виконувалися місцеві рейси за разовими замовленнями на одному гідролітаку Cessna 185, розрахованому на чотирьох пасажирів. У 2004 році в парк перевізника надійшов один гідролітак de Havilland Canada DHC-2 Beaver і протягом року ще два лайнери, в результаті чого повітряний флот Salt Spring Air зріс до чотирьох гідролітаків.
Компанія виконує шість регулярних рейсів на день з острова Солтспрінг-Айленд у Ванкувер, а також безліч інших регулярних та чартерних рейсів місцевого значення.

## Маршрутна мережа

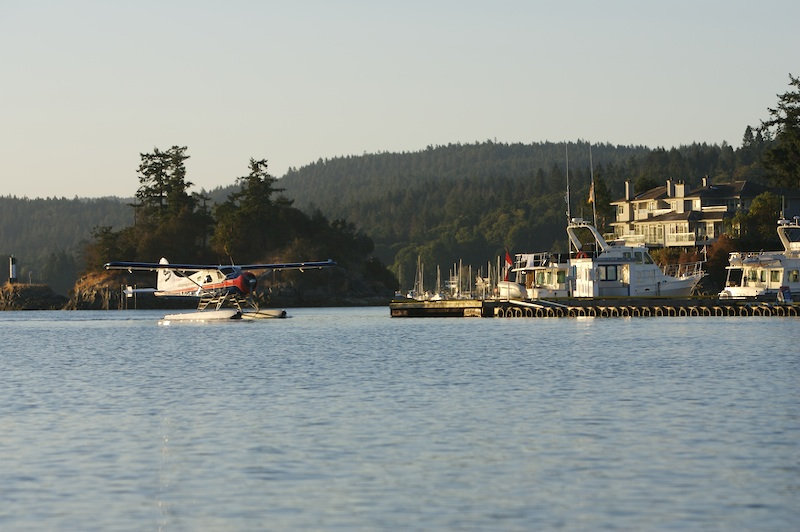
Гідролітак de Havilland Canada DHC-2 Beaver авіакомпанії Salt Spring Air

Станом на березень 2008 року авіакомпанія Salt Spring Air виконувала регулярні рейси за наступними пунктами призначення:
- Ганг, Солтспрінг-Айленд — Гідроаеропорт Ганг
- Мейпл-Бей
- Патрісія-Бей — Гідроаеропорт Вікторія
- Ванкувер — Міжнародний гідроаеропорт Ванкувер

Основні чартерні напрямки польотів включають в себе:
- Гальяно-Айленд
- Мейн-Айленд
- Пендер-Айленд
  - Норт-Пендер-Айленд (Порт-Вашингтон)
  - Саут-Пендер-Айленд (Гідроаеропорт Бедуел)
- Тетіс-Айленд (Телеграф-Харбор)
- Ванкувер — Гідроаеропорт Ванкувер-Харбор

## Флот
В даний час авіакомпанія Salt Spring Air експлуатує повітряний флот з чотирьох гідролітаків de Havilland Canada DHC-2 Beaver.